# Finski narodi
Finski narodi je kolektivni naziv za grupu srodnih naroda ugrofinske grane (Suomalais-Ugrilaiset; Finno-Ugrians) uralske jezične porodice. Cijela grupa dobila je ime po najvećem narodu Fincima, i locirani su u pordručju oko Finskog zaljeva, te dalje na istok u europskoj Rusiji. Finska grupa naroda grana se dalje na nekoliko ogranaka, to su:
- 1) Baltofinci kojima pripadaju: Estonci, Finci, Ingri, Karelijci, Livonci, Vepsi i Voti.
- 2) Povolški Finci: Mordvini (plemena: Erzja (Эрзя), Mokša (Мокша), Karatai (Каратаи), Terjuhane (Терюхане), Tengušev, Mišari (tatarizirani)}; Mari
- 3) Permjački Finci (Permjaci; Permian Peoples) a: Komi (Permjaci, Zirjani) i Udmurti.
- 4) Laponci ili Saami.

Ugrofinsku grupu ovi narodi čine zajedno s Opskim Ugrima, te se dalje povezuju sa samojedskim narodima u veliku Uralsku etnolingvističku porodicu naroda i jezika.

## Vanjske poveznice
- The Uralic Peoples  Arhivirana inačica izvorne stranice od 14. travnja 2006. (Wayback Machine)